# Дженні Барацца
Дженні Барацца (24 липня 1981, Кодоньє, Венето) — італійська волейболістка. Дворазова чемпіонка Європи. Переможниця Кубка світу і Всесвітнього кубка чемпіонів. Учасниця літніх Олімпійських ігор у Афінах, Пекіні і Лондоні. Триразова переможниця Ліги чемпіонів ЄКВ.

## Із біографії
У складі клубу «Фоппапедретті» (Бергамо) здобула три перемоги в Лізі чемпіонів, одну — в Кубку виклику ЄКВ, по дві — в чемпіонаті і кубку Італії, по одній — в Кубку виклику ЄКВ і суперкубку Італії. З командою «Імоко» (Конельяно) св'яткував перемоги в Серії А1, кубку і суперкубку Італії.
У складі національної збірної провела понад 130 ігор. Дворазова чемпіонка Європи (2007, 2007), учасниця континентальних першостей 2001, 2003 і 2005 років. Найкраща центральна блокуюча континентальної першості 2007 року. 
Учасниця трьох Олімпіад (2004, 2008, 2012). На всіх турнірах її збірна займала друге місце в групі і завершувала виступи в чвертьфіналах. Володарка Кубка світу 2007 і учасниця турніру 2003 року, учасниця розіграшів Всесвітнього гран-прі (2004, 2007, 2008, 2010, 2012) і переможець Всесвітнього кубка чемпіонів 2009.

## Клуби
| Клуби                           | Роки      |
| ------------------------------- | --------- |
| «Пул П'яве» (Сан-Дона-ді-П'яве) | 1997–1998 |
| «Клуб Італія» (Рим)             | 1998–1999 |
| «Брумс» (Бусто-Арсіціо)         | 1999–2000 |
| «Романеллі» (Флоренція)         | 2000–2002 |
| «Мухерес» (Альбасете)           | 2002–2003 |
| «Фоппапедретті» (Бергамо)       | 2003–2009 |
| «Асистел» (Новара)              | 2009–2010 |
| «Універсал» (Модена)            | 2011–2013 |
| «Імоко Воллей» (Конельяно)      | 2013–2017 |
| «Ольбія»                        | 2017-2021 |

## Досягнення
Кубок світу
- Перше місце (1): 2007

Всесвітній кубок чемпіонів
- Перше місце (1): 2009

Чемпіонат Європи

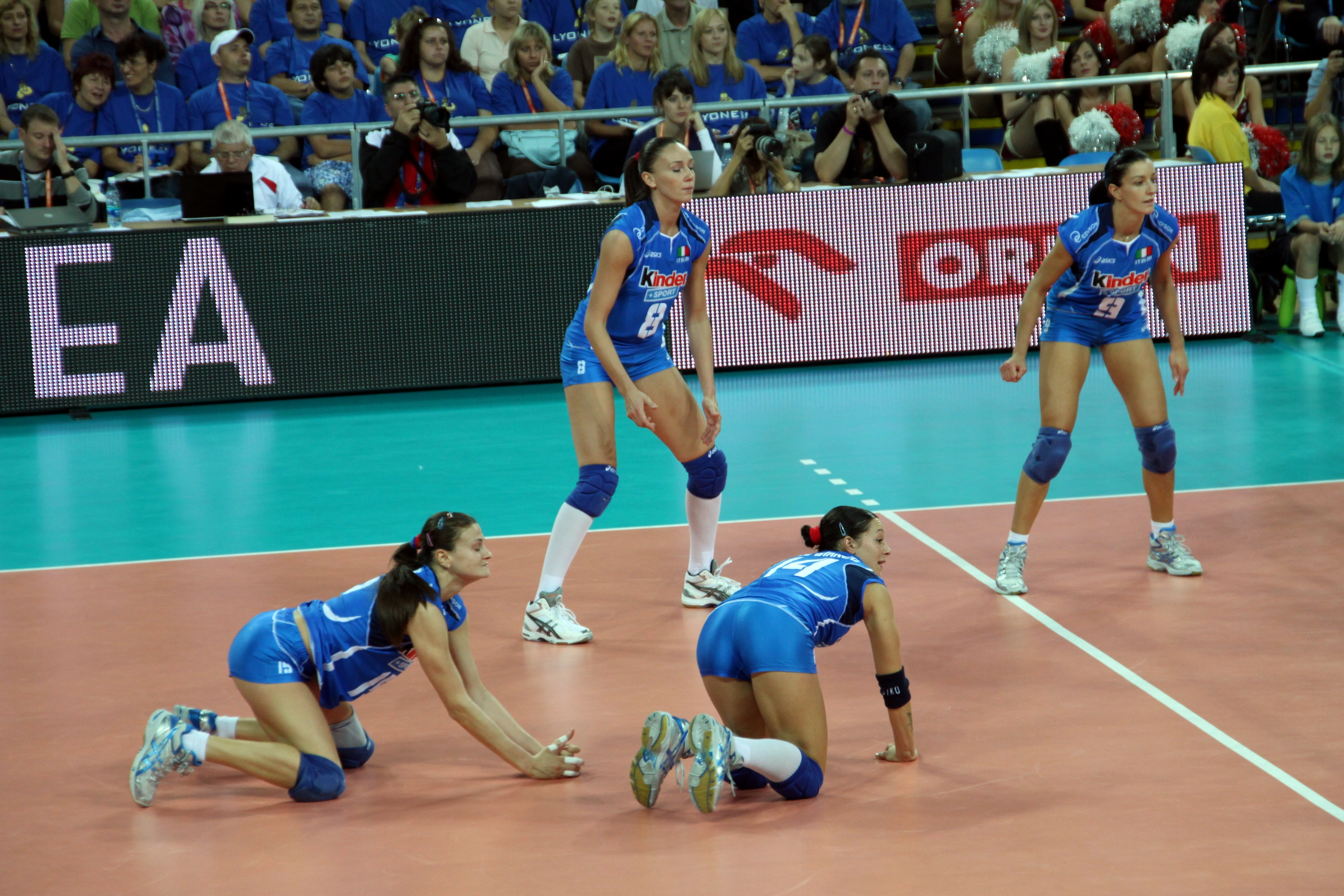
Чемпіонат Європи-2009. Матч Франція — Італія (1:3). Антонелла Дель Коре (15), Дженні Барацца (8), Елеонора Ло Б'янко (14), Мануела Секоло (9).

- Перше місце (2): 2007, 2009

Ліга чемпіонів ЄКВ
- Перше місце (3): 2005, 2007, 2009

Кубок виклику ЄКВ
- Перше місце (1): 2004

Чемпіонат Італії
- Перше місце (3): 2004, 2006, 2016

Кубок Італії
- Перше місце (3): 2006, 2008, 2017

Суперкубок Італії
- Перше місце (2): 2004, 2016

## Статистика
Статистика виступів на літніх Олімпійських іграх:
| Рік    | Турнір           | Ігри | Сети | Очки | Ср.  | Місце | Примітки |
| ------ | ---------------- | ---- | ---- | ---- | ---- | ----- | -------- |
| 2004   | Олімпійські ігри | 5    | 18   | 36   | 2    | 5     |          |
| 2008   | Олімпійські ігри | 6    | 20   | 34   | 1,7  | 5     |          |
| 2012   | Олімпійські ігри | 3    | 5    | 8    | 1,6  | 6     |          |
| Всього | Всього           | 14   | 43   | 78   | 1,81 |       |          |